# 梅扎诺特宫

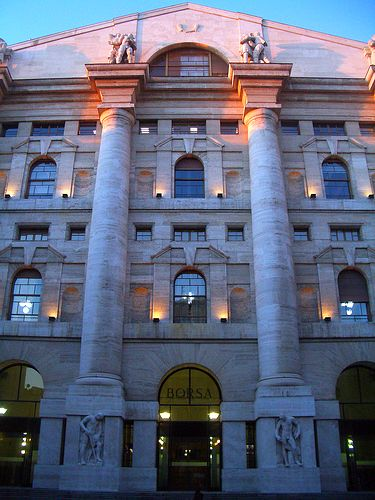
梅扎诺特宫

梅扎诺特宫（Palazzo Mezzanotte）又名交易所宫（Palazzo delle Borse）是意大利米兰一座20世纪的建筑，意大利证券交易所所在地，位于商业广场（Piazza Affari）。其名称来自于设计这座建筑的建筑师保罗·梅扎诺特。

## 历史
米兰证券交易所成立于1808年，位于该市的蒙特迪皮耶塔（Monte di Pietà）。次年，它被移到商人广场的朱利康素蒂宫；20世纪初，再次搬迁至科尔杜西奥广场的新建大楼；这座大楼现为意大利邮政的总部，并因此更名邮政宫（Palazzo della Posta）。
1925年，米兰市当局计划新建一座较大的证券交易所。建筑师保罗·梅扎诺特于1927年开始设计，1929年开始兴建。发掘过程中发现了古罗马剧院的废墟，使得工程延期。现在外墙上牌匾显示了遗址的地图。
该建筑完成于1932年。为当时意大利技术最先进的建筑，安装有控制多部电梯的按钮，空调，意大利当时最大电子显示屏，进行实时更新的股票报价。
该建筑拥有36米高的宏伟立面，风格混合了20世纪建筑与新古典主义，用大理石和洞石建造，装饰着 Leone Lodi 和 Geminiano Cibau的雕塑。
在建筑物内部，“谷物市场大厅”的巨大玻璃天花板被称为“巴齐之叫”，由著名画家Carlo Bazzi设计，并由米兰艺术玻璃公司Corvaya e Bazzi制作；“拍卖大厅”，用于进行“呼叫”交易的地方，通过顶部的大型刻有天空穹顶和星座的雕刻玻璃天幕照亮，由Gio Ponti设计，并由瑞士艺术玻璃工作室Pietro Chiesa (1892-1948)负责制作。
主要房间称为“喊叫室”（sala delle grida），因为商人在买进卖出时会大声叫喊。20世纪90年代以来，所有的业务通过网络进行，该房间失去了原有的功能，现在主要用于内部会议。

## 引用
1. ↑  Template:Cita pubblicazione